# 長野県立東御清翔高等学校
もしかして
- 長野県東御清翔高等学校

ではありませんか？